# مجموعة الصناعات الجنوبية الصينية
شركة مجموعة معدات الذخائر، والمعروفة أيضًا باسم شركة مجموعة الصناعات الجنوبية الصينية CSGC، هي شركة صينية مملوكة للدولة لصناعة السيارات والدراجات النارية والأسلحة النارية، ومكونات المركبات والمنتجات الإلكترونية البصرية وغيرها من المنتجات الخاصة محليًا ودوليًا. تأسست الشركة في عام 1999 ومقرها في منطقة هايديان، بكين. شركة مجموعة الصناعات الجنوبية الصينية هي الشركة الأم لـ تشانجان للسيارات.

## روابط خارجية
- الموقع الرسمي
 باللغة الصينية
- الموقع الرسمي
 باللغة الإنجليزية